# Шом-ле-Беньё
Шом-ле-Беньё (фр. Chaume-lès-Baigneux) — коммуна во Франции, находится в регионе Бургундия. Департамент коммуны — Кот-д’Ор. Входит в состав кантона Беньё-ле-Жюиф. Округ коммуны — Монбар.
Код INSEE коммуны — 21160.

## Население
Население коммуны на 2010 год составляло 97 человек.
| 1962 | 1968 | 1975 | 1982 | 1990 | 1999 | 2010 |
| ---- | ---- | ---- | ---- | ---- | ---- | ---- |
| 133  | 100  | 100  | 105  | 90   | 89   | 97   |

## Экономика
В 2010 году среди 61 человека трудоспособного возраста (15—64 лет) 39 были экономически активными, 22 — неактивными (показатель активности — 63,9 %, в 1999 году было 64,5 %). Из 39 активных жителей работали 36 человек (21 мужчина и 15 женщин), безработных было 3 (1 мужчина и 2 женщины). Среди 22 неактивных 4 человека были учениками или студентами, 8 — пенсионерами, 10 были неактивными по другим причинам.